# Toute l'Histoire
Toute L'Histoire (anciennement La Chaîne Histoire) est une chaîne de télévision thématique française consacrée aux documentaires historiques.

## Historique
La Chaîne Histoire est créée le 8 mai 1997.
À la suite de la création de la chaîne Histoire par France Télévisions et La Sept-ARTE en 1997, AB Groupe rebaptise sa chaîne Toute L'Histoire en 2002.

### Identité visuelle (logo)
En décembre 2013, la chaîne se pare d'un nouvel habillage. Il est conçu pour reprendre la forme d'un livre avec ses pages qui tournent pour faire découvrir l'ensemble des programmes proposées par la chaîne. Enfin, les jingle pub reprennent les images des faits et évènements marquants du passé.

Logo de La Chaîne Histoire du 8 mai 1997 à 1998
Logo de La Chaîne Histoire de 1998 à 2002
Logo de Toute L'Histoire de 2002 à 2011
Logo de Toute L'Histoire du 20 juin 2011 au 15 décembre 2013
Logo de Toute L'Histoire depuis le 16 décembre 2013

## Organisation de Mediawan Thematics
- Directeur général : Vincent Grynbaum[4]

- Directrice générale adjointe chargée des contenus : Sonia Latoui[5]

- Directrice des antennes, de la programmation et des productions chaines documentaires : Marie De Maublanc[6]

- Directrice adjointe chargée des antennes et de la programmation des chaines documentaires : Chloé Jouve[7]

- Responsable éditorial : Céline Cicekoglu[8]

## Diffusion
Toute l'Histoire était diffusée à l'origine uniquement sur le canal 8 du bouquet AB Sat, mais est aujourd'hui disponible moyennant un abonnement sur l'ensemble des réseaux des câblo-opérateurs français, monégasque, belges et suisses, sur les bouquets satellites, ainsi que sur les principaux bouquets ADSL et fibre optique.
- Canal+ : canal 119
- Orange : canal 121
- SFR : canal 178
- Free : canal 206
- Bouygues Telecom : canal 128
- BIS TV : canal 41[10]
- Molotov
- Prime Video Channels

## Programmes
La chaîne est spécialisée sur l'Histoire de France et du monde, sa programmation comprend principalement des documentaires historiques mais aussi des films et des témoignages pour explorer tous les évènements de notre Histoire.

### Capital
Toute l'Histoire est détenue à 100 % par AB Sat S.A., filiale télévision de Mediawan, et possède en 2021 (dernière édition) un capital de 12 million d'euros.